# Rebeka
Rebeka je biblické ženské rodné jméno hebrejského původu. Dle knihy Genesis byla Rebeka žena Izáka, syna Abraháma a Sáry. Jméno vzniklo z hebrejského jména Rivka (רִבְקָה) a jeho význam je komplikovaný. Základem jména je málo používané sloveso רבק (rbq), které znamená „rychle spoutat“. Sloveso se používalo patrně v kontextu spoutání dobytka, ve smyslu jeho ochrany a zabezpečení před touláním se. Volnější výklad významu jména je proto „spoutání“ nebo „zabezpečení“. Další výklad jména z jeho kořenu slova může znamenat „okouzlující“. Nesouvisí tedy se slovem „rebe“ s významem učitel, kněz, kazatel.
Rebeka má jmeniny 9. března, svátek sv. Rebeky podle katolického kalendáře se připomíná 23. března na paměť libanonské maronitky Rebeky ar-Rayyas de Himlaya.

## Zdrobněliny
Rébi, Réba, Rébinka, Rebečka, Beka, Beky, Bekyna, Bekynka…

## Rebeka v jiných jazycích
- Slovensky, polsky, maďarsky: Rebeka
- Rusky: Revekka (Ревекка)
- Srbsky: Reveka
- Německy: Rebekka
- Italsky, francouzsky: Rebecca
- Anglicky: Rebecca nebo Rebekah
- Španělsky: Rebeca
- Čínsky (tradičně): 麗貝卡

## Známé nositelky jména
- Rebecca Adlingtonová, anglická plavkyně
- Rebecca De Mornay, americká herečka
- Rebecca Fergusonová, švédská herečka
- Rebecca Hallová, anglická herečka
- Rebeka Jančová, slovenská alpská lyžařka
- Rebecca Marinová, kanadská tenistka
- Rebeka Masárová, švýcarská tenistka slovenského původu
- Rebecca Romijn, americká herečka a modelka
- Rebecca Soniová, americká plavkyně
- Rebecca Šramková, slovenská tenistka
- Rebecca Zanettiová, americká spisovatelka